# Völklinger Verkehrsbetriebe
Die Völklinger Verkehrsbetriebe GmbH, abgekürzt VVB, ist ein Verkehrsunternehmen im Öffentlichen Personennahverkehr mit Sitz in der saarländischen Mittelstadt Völklingen. Die Gesellschaft ist in den Saarländischen Verkehrsverbund (SaarVV) integriert.

## Linien
Die Völklinger Verkehrsbetriebe decken im Wesentlichen das Stadtgebiet von Völklingen ab. Einzelne Linien verkehren bis Saarbrücken bzw. in den benachbarten Landkreis Saarlouis.
Alle Linien fahren regulär durch Völklingen und zum Teil durch andere Stadtteile. Die Linien 880–896 sind Schulbusse.

## Busse
Solobusse: 27
MAN Lion’s City: 8
Solaris Urbino 12/4: 6
VDL Citea Electric SLF 120: 5
MAN Lions City 12C Electric: 6
Gelenkbusse: 9
MAN Lions City: 2
Solaris Urbino 18/4: 3
VDL Citea Electric SLFA 180: 1
Mercedes-Benz Citaro O 530 G: 2
MAN Lions City 18C Electric: 1
Midibusse: 2
Mercedes-Benz Sprinter (umgebaut von VDL): 2
Im Jahr 2024 kamen weiter 7 E-Busse der Marke MAN an. Im Februar kam ein E-Midibus an, welcher von der Marke Tremonia gebaut wurde. Die nächsten 7 Fahrzeuge kommen im Juli 2025.
| Linie | Strecke |
| ----- | --- |
| 110   | Saarbrücken, Rathaus – Burbacher Markt – Luisenthal – Völklingen Weltkulturerbe (Gemeinschaftsverkehr mit Saarbahn&Bus) |
| 180   | Völklingen – Heidstock, Friedhof – Altenkessel, Rathaus – Luisenthal – Völklingen, Weltkulturerbe                       |
| 181   | Völklingen – (Luisenthal, Albertstraße) – Altenkessel, Talstraße                                                        |
| 184   | Bous – Röchlinghöhe – Völklingen – Wehrden – Geislautern – Ludweiler – Lauterbach – Carling (F)                         |
| 185   | Heidstock – Völklingen – Wehrden – Geislautern – Ludweiler (Siedlung) – Werbeln                                         |
| 186   | Heidstock – Völklingen – Wehrden – Schaffhausen – Hostenbach – Wadgassen                                                |
| 187   | Heidstock – Völklingen – Wehrden – Schaffhausen – Hostenbach                                                            |
| 189   | Völklingen – Fürstenhausen – Fenne – Klarenthal                                                                         |
| 880   | Wehrden – Schloßparkschule                                                                                              |
| 881   | Völklingen – Grundschule Röchlinghöhe                                                                                   |
| 882   | Luisenthal – Grundschule Neckarstraße                                                                                   |
| 883   | Fenne – Völklingen – Grundschule Hasseleich                                                                             |
| 884   | Regenbogenschule – Völklingen, Stadtbad                                                                                 |
| 886   | Wehrden – Geislautern – Ludweiler – Lauterbach – Überherrn, Gemeinschaftsschule                                         |
| 888   | Ludweiler – Grundschule Ludweiler                                                                                       |
| 889   | Grundschule Lauterbach – Völklingen, Stadtbad                                                                           |
| 890   | Völklingen, Hermann-Neuberger-Halle – Heidstock – Altenkessel                                                           |
| 891   | Völklingen, Hermann-Neuberger-Halle – Luisenthal – Altenkessel                                                          |
| 892   | Völklingen, Hermann-Neuberger-Halle – Röchlinghöhe – Bous                                                               |
| 894   | Völklingen, Hermann-Neuberger-Halle – Wehrden – Geislautern – Ludweiler – Lauterbach                                    |
| 895   | Völklingen, Hermann-Neuberger-Halle – Wehrden – Geislautern – Ludweiler – Werbeln – Differten – Friedrichweiler         |
| 896   | Völklingen, Hermann-Neuberger-Halle – Wehrden – Hostenbach – Schaffhausen – Wadgassen                                   |